# Акерблом, Аксель
Аксель Акерблом (Окерблом; швед. Johan Axel Åkerblom; 21 октября 1904, Форс — 5 июня 1980, Эдокра) — шведский шахматный композитор, автор более 5 тысяч задач, в основном — двух- и трёхходовых, а также 250 этюдов. Международный мастер (1967) и международный арбитр (1956) по шахматной композиции; национальный мастер по шахматам.
Первые задачи опубликовал в 1920 году. Профессиональный журналист; в период 1928—1945 годов был редактором отдела композиции шведского шахматного журнала Schackvärlden.
Трёхходовые задачи составлял в основном в стиле чешской школы с правильными матами, в связи с творчеством Акерблома даже выделялась «чешско-шведская школа». На различных конкурсах по шахматной композиции получил около 100 первых премий, в том числе, занял 1-е место на первом конкурсе шахматной композиции ФИДЕ (1957/58); в общей сложности удостоен свыше 350 призов.

## Избранные этюды
|   | a | b | c | d | e | f | g | h |   |
| - | --- | --- | --- | --- | --- | --- | --- | --- | - |
| 8 | a8 чёрный король · c4 белый король · f4 чёрная пешка · e3 чёрный слон · e2 белая пешка · b1 чёрный конь · g1 белый конь | a8 чёрный король · c4 белый король · f4 чёрная пешка · e3 чёрный слон · e2 белая пешка · b1 чёрный конь · g1 белый конь | a8 чёрный король · c4 белый король · f4 чёрная пешка · e3 чёрный слон · e2 белая пешка · b1 чёрный конь · g1 белый конь | a8 чёрный король · c4 белый король · f4 чёрная пешка · e3 чёрный слон · e2 белая пешка · b1 чёрный конь · g1 белый конь | a8 чёрный король · c4 белый король · f4 чёрная пешка · e3 чёрный слон · e2 белая пешка · b1 чёрный конь · g1 белый конь | a8 чёрный король · c4 белый король · f4 чёрная пешка · e3 чёрный слон · e2 белая пешка · b1 чёрный конь · g1 белый конь | a8 чёрный король · c4 белый король · f4 чёрная пешка · e3 чёрный слон · e2 белая пешка · b1 чёрный конь · g1 белый конь | a8 чёрный король · c4 белый король · f4 чёрная пешка · e3 чёрный слон · e2 белая пешка · b1 чёрный конь · g1 белый конь | 8 |
| 7 | a8 чёрный король · c4 белый король · f4 чёрная пешка · e3 чёрный слон · e2 белая пешка · b1 чёрный конь · g1 белый конь | a8 чёрный король · c4 белый король · f4 чёрная пешка · e3 чёрный слон · e2 белая пешка · b1 чёрный конь · g1 белый конь | a8 чёрный король · c4 белый король · f4 чёрная пешка · e3 чёрный слон · e2 белая пешка · b1 чёрный конь · g1 белый конь | a8 чёрный король · c4 белый король · f4 чёрная пешка · e3 чёрный слон · e2 белая пешка · b1 чёрный конь · g1 белый конь | a8 чёрный король · c4 белый король · f4 чёрная пешка · e3 чёрный слон · e2 белая пешка · b1 чёрный конь · g1 белый конь | a8 чёрный король · c4 белый король · f4 чёрная пешка · e3 чёрный слон · e2 белая пешка · b1 чёрный конь · g1 белый конь | a8 чёрный король · c4 белый король · f4 чёрная пешка · e3 чёрный слон · e2 белая пешка · b1 чёрный конь · g1 белый конь | a8 чёрный король · c4 белый король · f4 чёрная пешка · e3 чёрный слон · e2 белая пешка · b1 чёрный конь · g1 белый конь | 7 |
| 6 | a8 чёрный король · c4 белый король · f4 чёрная пешка · e3 чёрный слон · e2 белая пешка · b1 чёрный конь · g1 белый конь | a8 чёрный король · c4 белый король · f4 чёрная пешка · e3 чёрный слон · e2 белая пешка · b1 чёрный конь · g1 белый конь | a8 чёрный король · c4 белый король · f4 чёрная пешка · e3 чёрный слон · e2 белая пешка · b1 чёрный конь · g1 белый конь | a8 чёрный король · c4 белый король · f4 чёрная пешка · e3 чёрный слон · e2 белая пешка · b1 чёрный конь · g1 белый конь | a8 чёрный король · c4 белый король · f4 чёрная пешка · e3 чёрный слон · e2 белая пешка · b1 чёрный конь · g1 белый конь | a8 чёрный король · c4 белый король · f4 чёрная пешка · e3 чёрный слон · e2 белая пешка · b1 чёрный конь · g1 белый конь | a8 чёрный король · c4 белый король · f4 чёрная пешка · e3 чёрный слон · e2 белая пешка · b1 чёрный конь · g1 белый конь | a8 чёрный король · c4 белый король · f4 чёрная пешка · e3 чёрный слон · e2 белая пешка · b1 чёрный конь · g1 белый конь | 6 |
| 5 | a8 чёрный король · c4 белый король · f4 чёрная пешка · e3 чёрный слон · e2 белая пешка · b1 чёрный конь · g1 белый конь | a8 чёрный король · c4 белый король · f4 чёрная пешка · e3 чёрный слон · e2 белая пешка · b1 чёрный конь · g1 белый конь | a8 чёрный король · c4 белый король · f4 чёрная пешка · e3 чёрный слон · e2 белая пешка · b1 чёрный конь · g1 белый конь | a8 чёрный король · c4 белый король · f4 чёрная пешка · e3 чёрный слон · e2 белая пешка · b1 чёрный конь · g1 белый конь | a8 чёрный король · c4 белый король · f4 чёрная пешка · e3 чёрный слон · e2 белая пешка · b1 чёрный конь · g1 белый конь | a8 чёрный король · c4 белый король · f4 чёрная пешка · e3 чёрный слон · e2 белая пешка · b1 чёрный конь · g1 белый конь | a8 чёрный король · c4 белый король · f4 чёрная пешка · e3 чёрный слон · e2 белая пешка · b1 чёрный конь · g1 белый конь | a8 чёрный король · c4 белый король · f4 чёрная пешка · e3 чёрный слон · e2 белая пешка · b1 чёрный конь · g1 белый конь | 5 |
| 4 | a8 чёрный король · c4 белый король · f4 чёрная пешка · e3 чёрный слон · e2 белая пешка · b1 чёрный конь · g1 белый конь | a8 чёрный король · c4 белый король · f4 чёрная пешка · e3 чёрный слон · e2 белая пешка · b1 чёрный конь · g1 белый конь | a8 чёрный король · c4 белый король · f4 чёрная пешка · e3 чёрный слон · e2 белая пешка · b1 чёрный конь · g1 белый конь | a8 чёрный король · c4 белый король · f4 чёрная пешка · e3 чёрный слон · e2 белая пешка · b1 чёрный конь · g1 белый конь | a8 чёрный король · c4 белый король · f4 чёрная пешка · e3 чёрный слон · e2 белая пешка · b1 чёрный конь · g1 белый конь | a8 чёрный король · c4 белый король · f4 чёрная пешка · e3 чёрный слон · e2 белая пешка · b1 чёрный конь · g1 белый конь | a8 чёрный король · c4 белый король · f4 чёрная пешка · e3 чёрный слон · e2 белая пешка · b1 чёрный конь · g1 белый конь | a8 чёрный король · c4 белый король · f4 чёрная пешка · e3 чёрный слон · e2 белая пешка · b1 чёрный конь · g1 белый конь | 4 |
| 3 | a8 чёрный король · c4 белый король · f4 чёрная пешка · e3 чёрный слон · e2 белая пешка · b1 чёрный конь · g1 белый конь | a8 чёрный король · c4 белый король · f4 чёрная пешка · e3 чёрный слон · e2 белая пешка · b1 чёрный конь · g1 белый конь | a8 чёрный король · c4 белый король · f4 чёрная пешка · e3 чёрный слон · e2 белая пешка · b1 чёрный конь · g1 белый конь | a8 чёрный король · c4 белый король · f4 чёрная пешка · e3 чёрный слон · e2 белая пешка · b1 чёрный конь · g1 белый конь | a8 чёрный король · c4 белый король · f4 чёрная пешка · e3 чёрный слон · e2 белая пешка · b1 чёрный конь · g1 белый конь | a8 чёрный король · c4 белый король · f4 чёрная пешка · e3 чёрный слон · e2 белая пешка · b1 чёрный конь · g1 белый конь | a8 чёрный король · c4 белый король · f4 чёрная пешка · e3 чёрный слон · e2 белая пешка · b1 чёрный конь · g1 белый конь | a8 чёрный король · c4 белый король · f4 чёрная пешка · e3 чёрный слон · e2 белая пешка · b1 чёрный конь · g1 белый конь | 3 |
| 2 | a8 чёрный король · c4 белый король · f4 чёрная пешка · e3 чёрный слон · e2 белая пешка · b1 чёрный конь · g1 белый конь | a8 чёрный король · c4 белый король · f4 чёрная пешка · e3 чёрный слон · e2 белая пешка · b1 чёрный конь · g1 белый конь | a8 чёрный король · c4 белый король · f4 чёрная пешка · e3 чёрный слон · e2 белая пешка · b1 чёрный конь · g1 белый конь | a8 чёрный король · c4 белый король · f4 чёрная пешка · e3 чёрный слон · e2 белая пешка · b1 чёрный конь · g1 белый конь | a8 чёрный король · c4 белый король · f4 чёрная пешка · e3 чёрный слон · e2 белая пешка · b1 чёрный конь · g1 белый конь | a8 чёрный король · c4 белый король · f4 чёрная пешка · e3 чёрный слон · e2 белая пешка · b1 чёрный конь · g1 белый конь | a8 чёрный король · c4 белый король · f4 чёрная пешка · e3 чёрный слон · e2 белая пешка · b1 чёрный конь · g1 белый конь | a8 чёрный король · c4 белый король · f4 чёрная пешка · e3 чёрный слон · e2 белая пешка · b1 чёрный конь · g1 белый конь | 2 |
| 1 | a8 чёрный король · c4 белый король · f4 чёрная пешка · e3 чёрный слон · e2 белая пешка · b1 чёрный конь · g1 белый конь | a8 чёрный король · c4 белый король · f4 чёрная пешка · e3 чёрный слон · e2 белая пешка · b1 чёрный конь · g1 белый конь | a8 чёрный король · c4 белый король · f4 чёрная пешка · e3 чёрный слон · e2 белая пешка · b1 чёрный конь · g1 белый конь | a8 чёрный король · c4 белый король · f4 чёрная пешка · e3 чёрный слон · e2 белая пешка · b1 чёрный конь · g1 белый конь | a8 чёрный король · c4 белый король · f4 чёрная пешка · e3 чёрный слон · e2 белая пешка · b1 чёрный конь · g1 белый конь | a8 чёрный король · c4 белый король · f4 чёрная пешка · e3 чёрный слон · e2 белая пешка · b1 чёрный конь · g1 белый конь | a8 чёрный король · c4 белый король · f4 чёрная пешка · e3 чёрный слон · e2 белая пешка · b1 чёрный конь · g1 белый конь | a8 чёрный король · c4 белый король · f4 чёрная пешка · e3 чёрный слон · e2 белая пешка · b1 чёрный конь · g1 белый конь | 1 |
|   | a | b | c | d | e | f | g | h |   |

Решение:

1.Кh3 Крb7

2.Крd3 Крc6

(2…Кd2 3.К:f4 С:f4 4.e3!)

3.Крe4 Кc3+

4.Крf3 Кd5

5.К:f4! С:f4

6.e4 и ничья.